# Constantin A. Crețulescu
Constantin Alexandru Crețulescu (Bucarest 22 mai 1809 - Bucarest 21 mars 1884) est un homme politique roumain  qui a été Président du Conseil des ministres des Principautés unies de Moldavie et de Valachie du 1er mars 1867 au 4 août 1867. 

## Biographie

### Jeunesse
Il a fait ses études à l'école grecque puis s'est enrôlé en 1831 dans l'armée avec le grade de sous-lieutenant, servant jusqu'en 1840, date à laquelle il a quitté l'armée avec le grade de major. Il est nommé préfet du comté de Braila ; puis procureur à la Haute Cour. En 1842, il démissionne et passe plusieurs années en France, en Angleterre, en Italie, à étudier la littérature, la philosophie, l'histoire. Il est retourné dans le pays et a pris sa retraite jusqu'en 1857.

### Politique
Crețulescu a occupé deux fois le poste de Premier ministre en 1859 et en 1867, son frère Nicolae Crețulescu a également occupé ces fonctions à trois reprises.
Il a également été ministre des Cultes en 1859. Durant son second mandat de Premier ministre, en 1867, il a également occupé le poste de ministre de la Justice. C'est sous son gouvernement que la première séance de l'Académie roumaine s'est tenue le 13 août 1867. En mars 1867, une circulaire très controversée a été publiée par le ministre de l'Intérieur Ion C. Brătianu : elle demandait aux préfets de prendre des mesures drastiques à l'encontre des étrangers (interdiction de louer des propriétés, des bâtiments ou des auberges). Il a également inquiété la minorité juive qui ne disposait pas de documents officiels austro-hongrois. 
Afin de mettre un terme à l'immigration illégale, Crețulescu a fait voter une loi en faveur du rétablissement des bureaux délivrant des passeports, provoquant de vives protestations internes et externes.

## Œuvres
- Sumariu al istoriei universale a culturei (1863)
- Trecutul și era nouă. Despre mărirea națiunelor (1863)